# Sinter

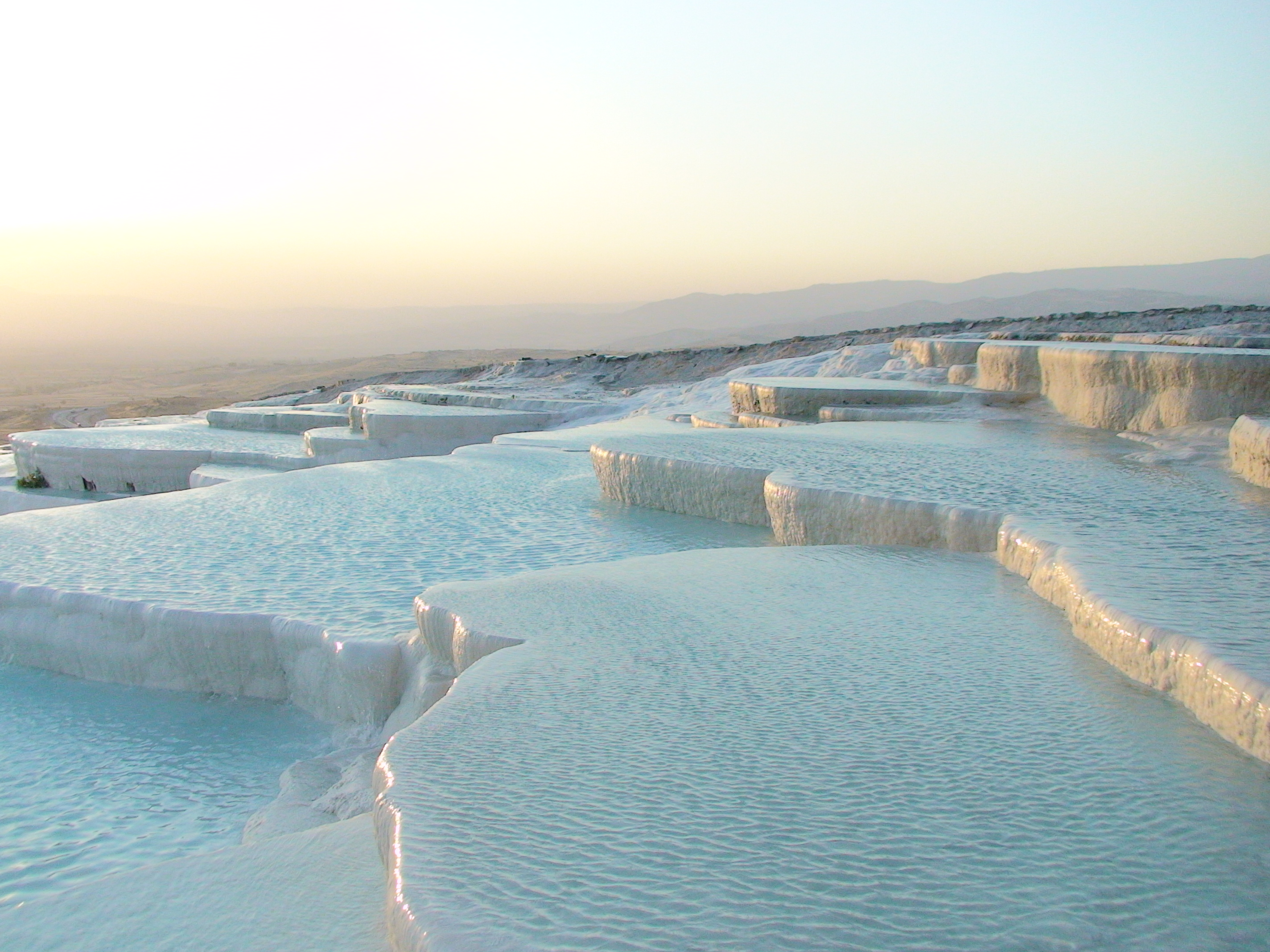
Sinterterrassen in Pamukkale, Türkei

Sinter (von althochdeutsch sintar ‚Schlacke‘; in der Geomorphologie auch Dauch) oder Sinterstein ist die Substanz bzw. das Gestein, das durch eine allmähliche mineralische Ablagerung entsteht („Versinterung“), insbesondere eine Kalkablagerung.

## Entstehung

Tropfsteinbildung

Sinter bildet sich durch Abscheiden (Kristallisation) von in Wasser gelösten Mineralen, also in Gewässern, Wasserleitungen und -behältern oder in feuchtem Milieu.
Er bildet krustenförmige Überzüge (Inkrustation)
- im Gelände – an Hängen, Geländestufen oder Terrassen (Sinterterrasse)
- und entsteht in vielfältiger Form in Höhlen, Bergwerken und feuchten Stollen als Speläothem (Höhlensinter), von Sinterhäutchen bis hin zu mächtigen Bänken,
- wenn mineralhaltiges Wasser auf den Boden tropft und im Laufe der Zeit einen Stalagmit ausbildet.

Chemisch handelt es sich unspezifisch um Alkali- und/oder Erdalkalimetall-Salze von diversen anorganischen, aber auch organischen Säuren mitsamt verschiedenen Beimischungen. Petrologisch gehört Sinter zu den Sedimentiten. In der Biologie spricht man bei Sinter von Inkrustation.
Die an der Entstehung beteiligten chemischen Vorgänge sind eingehend bei Wasserhärte#Kalk-Kohlensäure-Gleichgewicht beschrieben.

## Formen

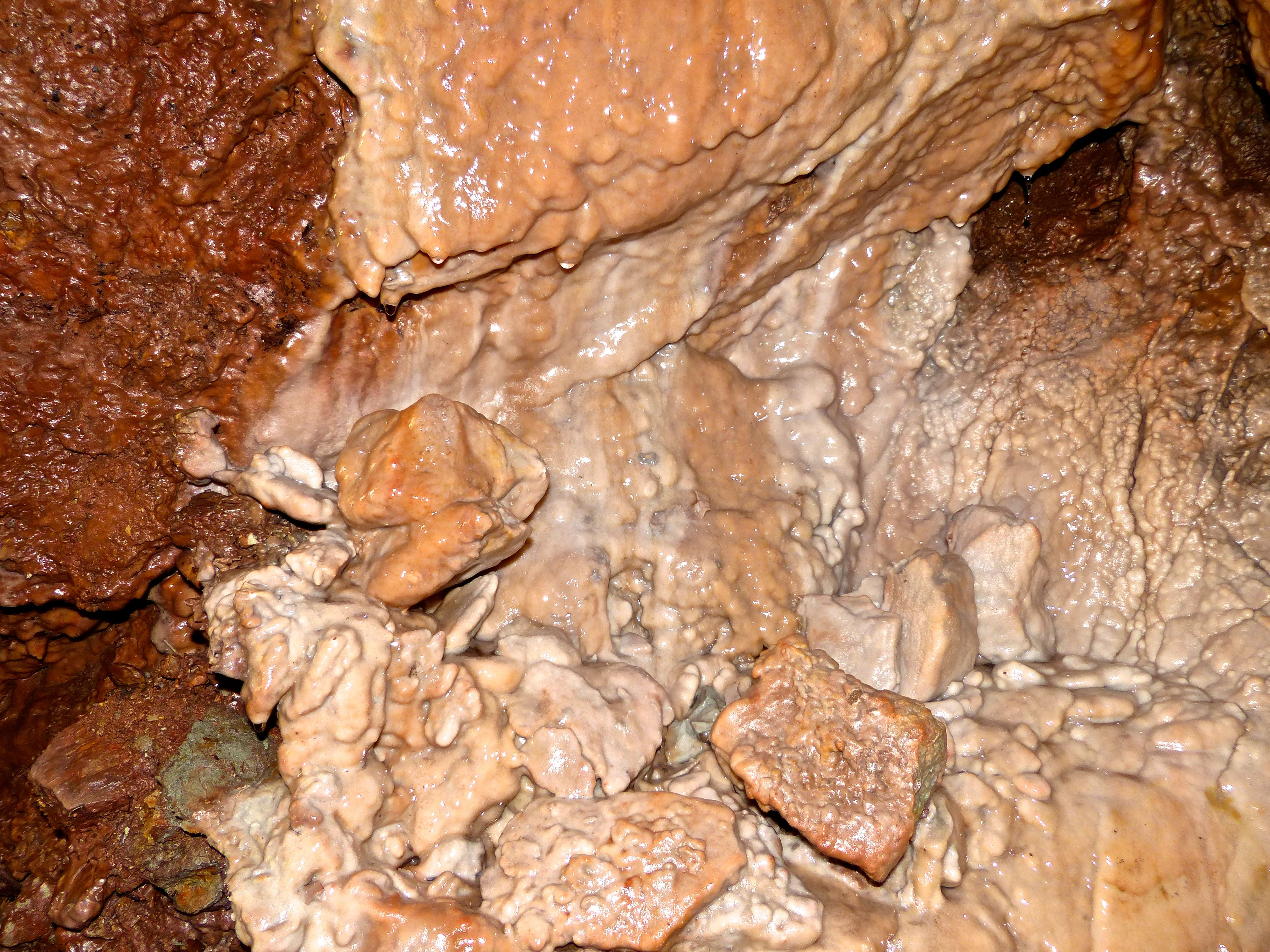
Sinterüberzug in der Grube Eisenberg

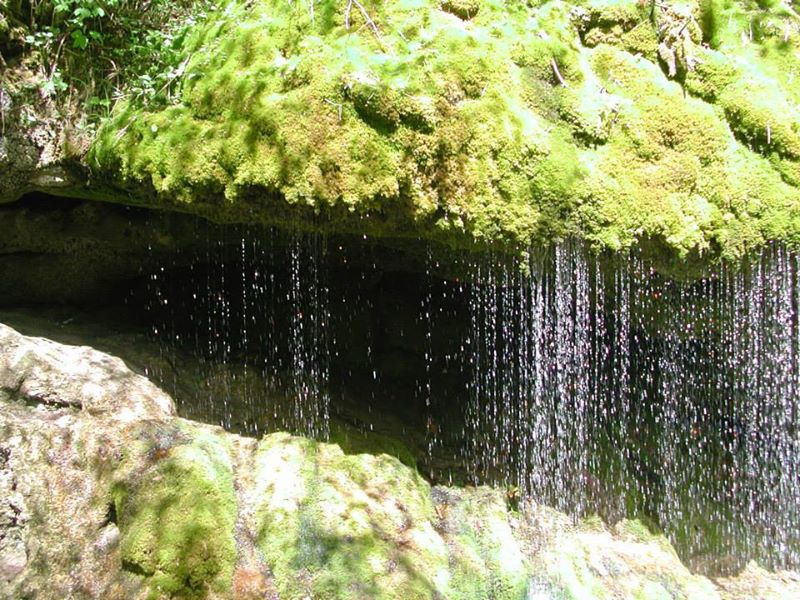
Rezente Sinterbildung in der Wutachschlucht. Die Moose entziehen dem Wasser Kohlenstoffdioxid, es kommt zur Ausfällung von Kalk.

Mineralische Ablagerungen von relativ reiner Zusammensetzung in der Natur sind:
- Kalksinter, die vorwiegend aus Calciumcarbonat bestehen (etwa Travertin, Kalktuff sowie Höhlenperlen und Erbsenstein),[1]
- Kieselsinter aus kryptokristallinen Siliciumdioxid oder Opal, das sich an heißen Quellen (z. B. Geysiren) absetzen kann und mitunter Geysirit genannt wird[2][3] und
- Schwefelsinter, hauptsächlich diverse Sulfide und Sulfate, häufig die Folge vulkanischer Vorgänge.

Mineralausprägungen wie Quarz-Adern in anderen Gesteinen, Achat, Drusen (Geoden) können als Sonderfall betrachtet werden.
Salzgesteine (Evaporite), insbesondere Steinsalz (Halit) sind streng genommen auch Sinter, doch ist die Bezeichnung hier nicht gebräuchlich.
Die Konkretion, ein durch Fällung entstandener Stein, etwa Raseneisenstein, kann Formen der Versinterung annehmen.
In der Technik werden folgende Ablagerungen als Sinter bezeichnet:
- in Töpfen, Rohren und Kesseln, in denen Wasser (über 60 °C) erhitzt wird – (Kesselstein)
- in Urinalen – Urinstein
- in Weinfässern und -flaschen – Weinstein
- Sinter, Sinterhaut, Kalksinterhaut oder allgemein Inkrustation[4] – die durch Verdunstung entstandene, wenige Mikrometer bis Millimeter dicke feinkristalline mineralische Schicht aus Calcit, Gips, Kieselsäure oder Metalloxide, die sich auf trocknendem Kalk- und Zementputz, Naturwerkstein, Beton sowie mineralisch gebundenen Farben bildet, siehe auch Fresko.

Beispiele für Bildung und Ablagerung von Sinterbelägen
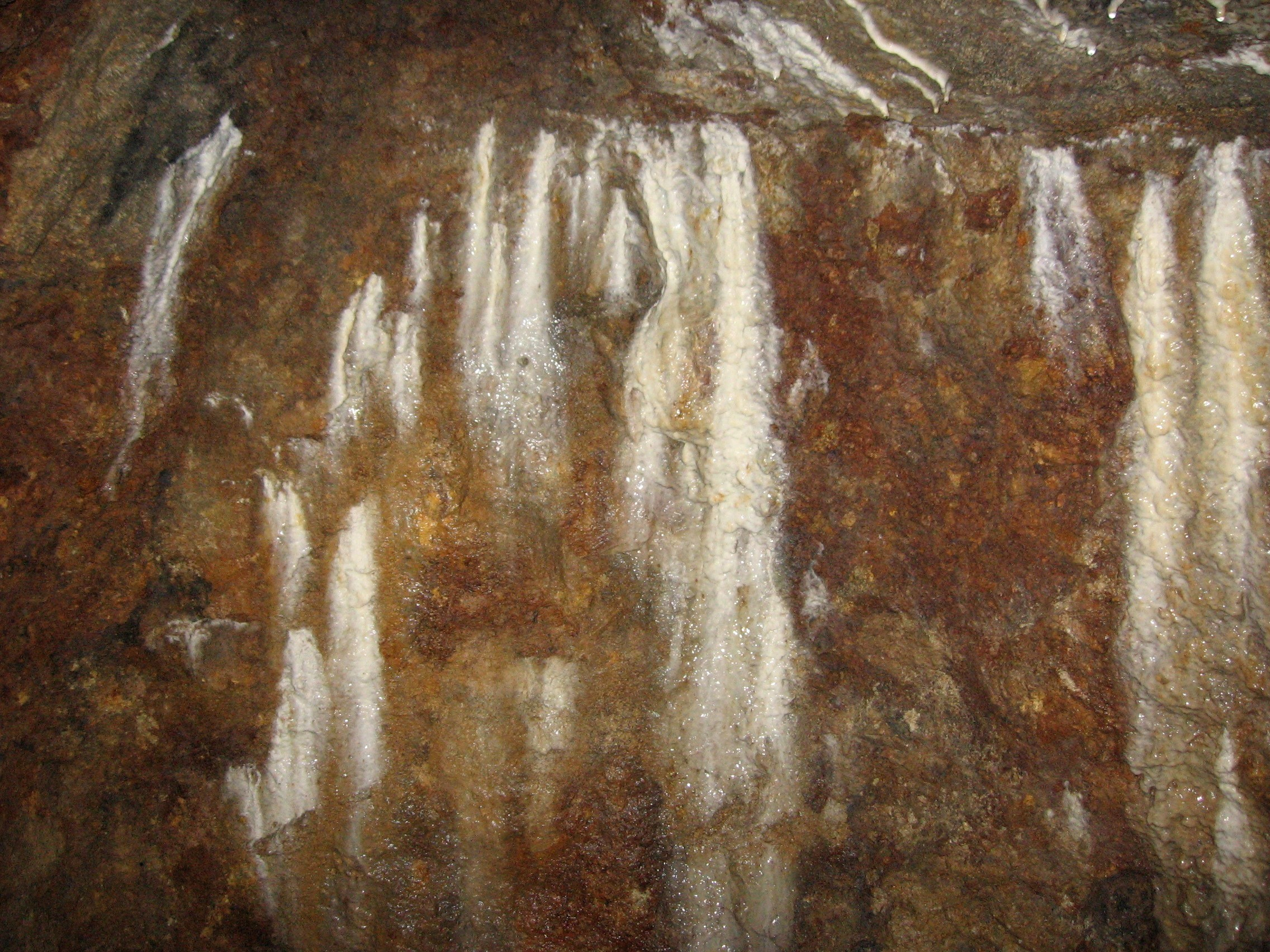
Unterirdische Kalksinterbildung in feuchtem Stollen; ähnlich in alten Mauern und rissigem Beton
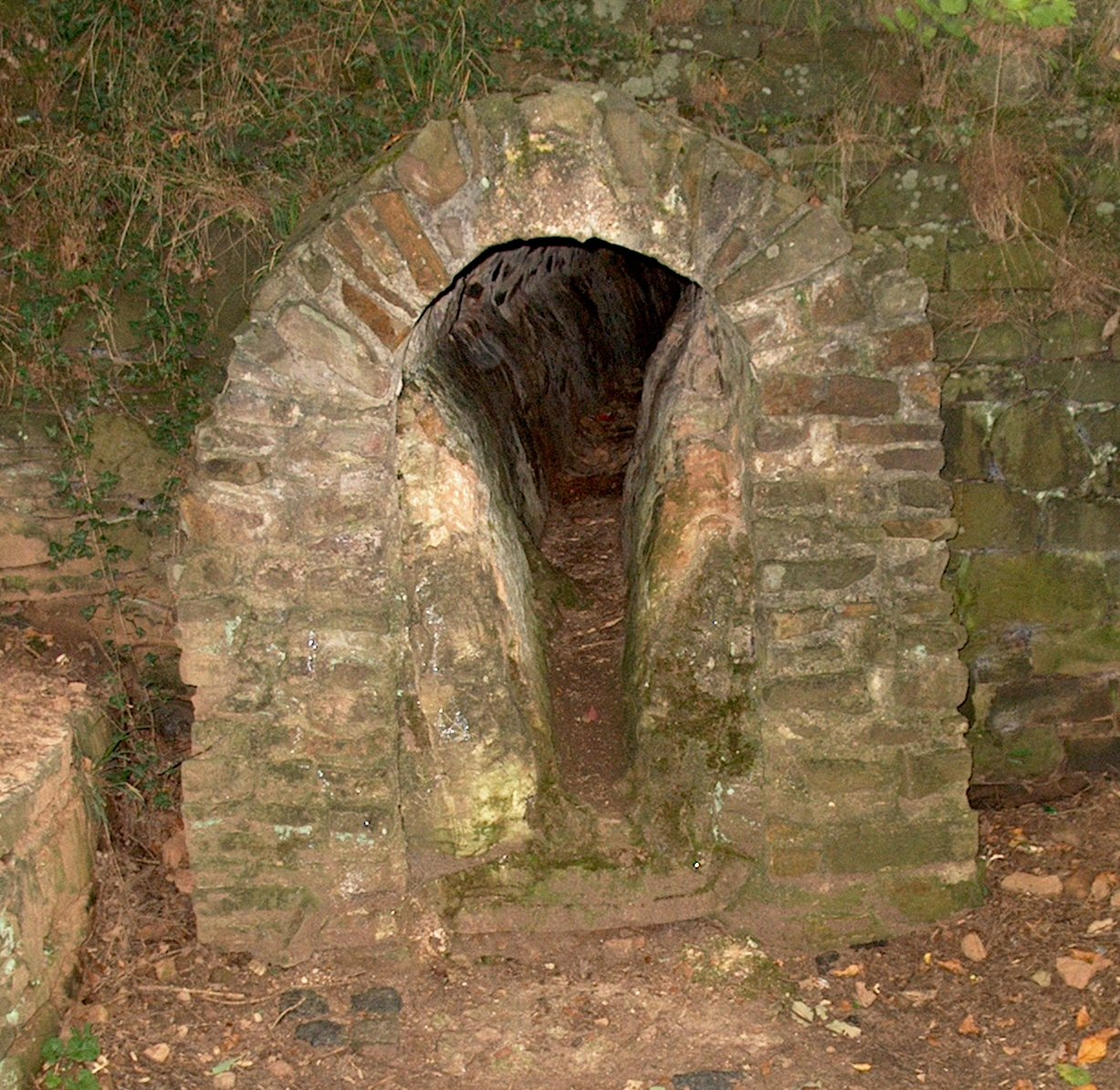
Römerkanal Sinterablagerungen: hier transloziertes Teilstück in Kreuzweingarten
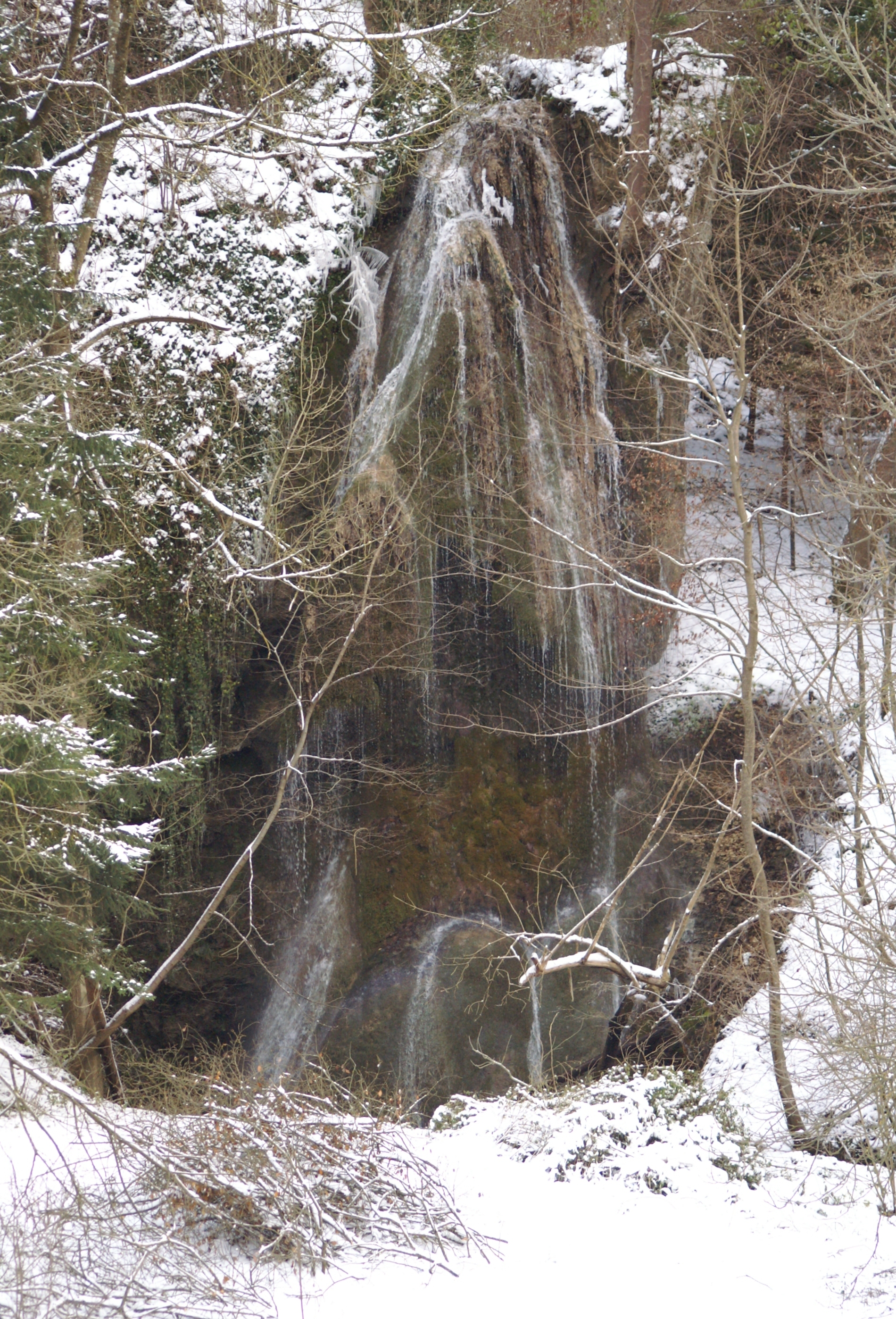
Kalksinterterrasse in Unterdrackenstein (Schwäbische Alb)
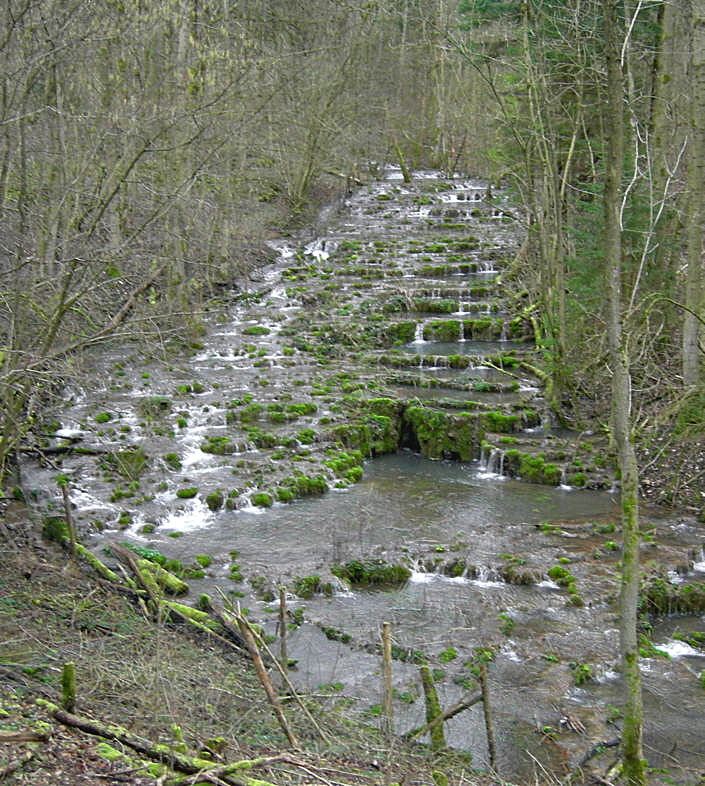
Kalksinterstufen der Lillach bei Weißenohe (Fränkische Schweiz)
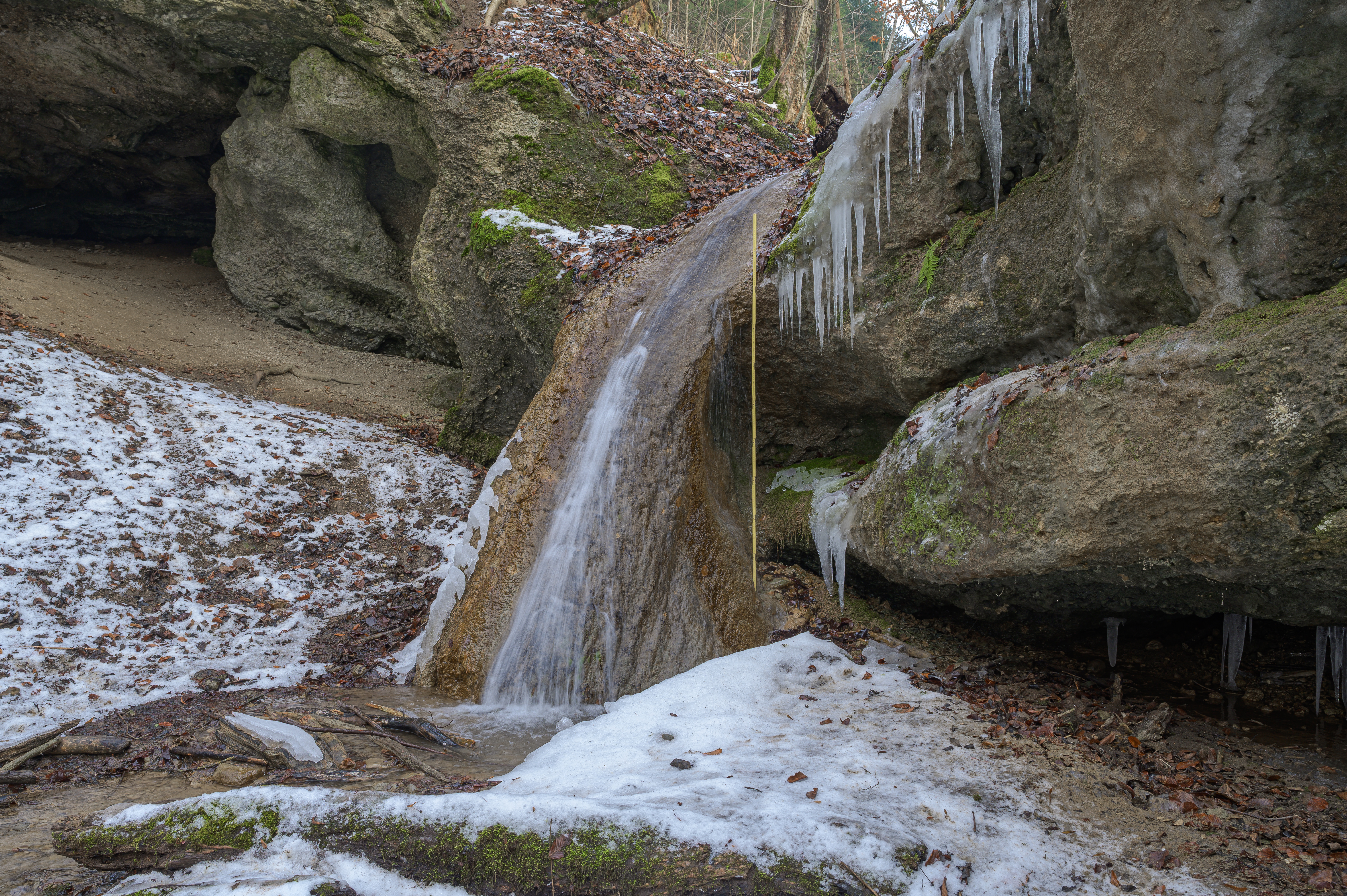
Kalktuffnase am Schäffelbach in Kremsmünster (Oberösterreich)
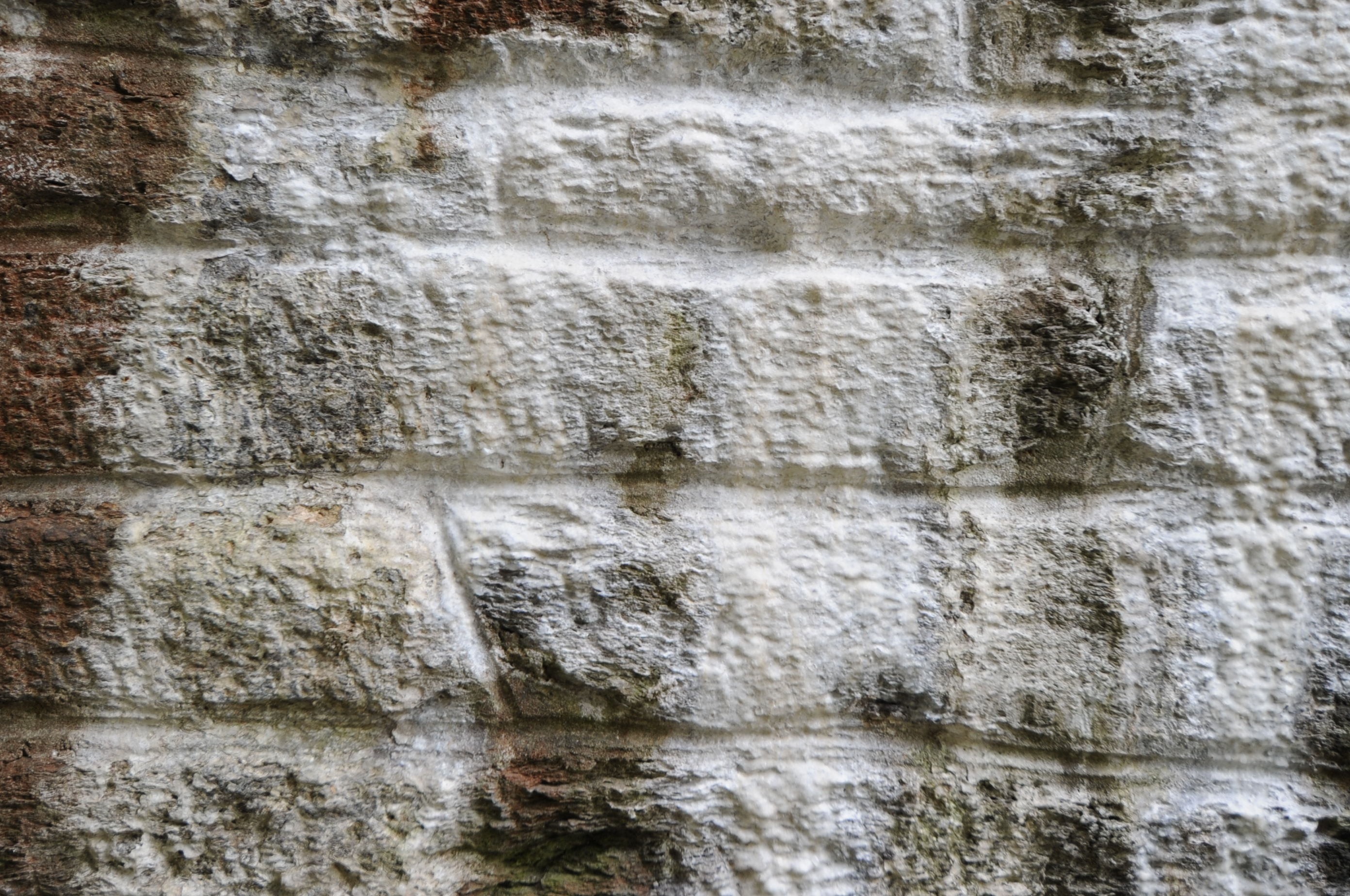
Weißer Sinterbelag (Inkrustation) auf dem Natursteinmauerwerk einer Eisenbahnbrücke (Sachsen)

## Besondere natürliche Vorkommen
- Tropfsteine und andere Speläothem-Formen
- poröser Travertin, Kalktuff (etwa an den Plitvicer Seen)
- Steinerne Rinnen und andere relativ kompakte, feingeschichtete Formen (Wachsender Felsen an der Isar)
- Sinterstufen (Sinterterrassen) als Gewässerform (Plitvicer Seen, Pamukkale, Saturnia, Mammoth Hot Springs u.v. a.m.)
- Das Vorkommen des Böttinger Marmors im Geopark Schwäbische Alb[5]
- Der Aquäduktenmarmor, als Sinterprodukt einer römischen Wasserleitung in der Eifel
- Sprudelstein-Vorkommen von Karlsbad[6][7]
- künstliche Riffe.

## Wirtschaftliche Nutzung
Seit der ersten Hälfte des 19. Jahrhunderts wird die Sinterbildung vom Unternehmen Fontaines pétrifiantes de Saint-Nectaire im französischen Ort Saint-Nectaire für die Herstellung von Objekten genutzt. Produziert werden beispielsweise Reliefs.